# Liste von Persönlichkeiten der Technischen Hochschule Brandenburg
Die folgende Liste führt ohne Anspruch auf Vollständigkeit Studierende und Lehrende der Technischen Hochschule Brandenburg (bis Februar 2016: Fachhochschule Brandenburg) in Brandenburg an der Havel.

## Lehrende
- Werner Beuschel (* 1946 in Nürnberg) ist ein deutscher Maschinenbauingenieur, Informatiker und ehemaliger Hochschulprofessor.
- Ulrich Brasche (* 1951) ist Ökonom und Experte für Europäische Integration
- Susanne Busse ist Informatikerin und erste Dekanin der Hochschule
- Karl-Otto Edel (* 1939) ist Ingenieur und Kritiker des Bologna-Prozesses
- Manfred Günther
- Falko Ihme (* 1940 in Leipzig; † 25. November 2023) war ein deutscher Industriekaufmann, Wirtschaftsinformatiker und ehemaliger Hochschulprofessor.
- Gerhard Kehrberg
- Hartmut Heinrich (* in Eisenach) ist ein deutscher Informatiker und emeritierter Hochschulprofessor.
- Hans Georg Helmstädter (* 26. Dezember 1961 in Mannheim) ist ein deutscher Hochschulprofessor und Volkswirt.
- Michael Höding (* 1967 in Wolmirstedt) in ein deutscher Informatiker und Professor.
- Friedrich-Lothar Holl (* 1. Dezember 1949 in Köln; † 13. August 2019) war ein deutscher Hochschulprofessor.
- Anja Lüthy
- Klaus-Peter Möllmann
- Wilfried Pommerien, Internist, Chefarzt und Mitinitiator und Prodekan der Medizinischen Hochschule Brandenburg
- Guido Reger
- Helmut Schmidt, Gründungsrektor der Hochschule und Oberbürgermeister der Stadt Brandenburg
- Hubertus Sievers (* 1956 in Bad Pyrmont) ist ein deutscher Betriebswirt, Steuerberater und Hochschulprofessor.
- Detlef Stronk
- Joachim Tanski
- Michael Vollmer, Physiker
- Burghilde Wieneke-Toutaoui ist die erste Hochschulpräsidentin der Fachhochschule Brandenburg (2013 bis 2019) beziehungsweise der Technischen Hochschule Brandenburg
- Dietmar Wikarski (* 1953 in Berlin) ist ein deutscher Wirtschaftsinformatiker und Professor im Ruhestand.
- Andreas Wilms, seit 2019 Hochschulpräsident der THB, Wirtschaftswissenschaftler

## Studierende
- Lutz Altepost (* 1981) ist Kanuweltmeister und Olympiamedaillengewinner. Er studiert an der Hochschule Maschinenbau.